# Escondido (canção)
"Escondido" é o primeiro single da cantora de música pop brasileira Kelly Key, presente em seu álbum de estréia, o homônimo Kelly Key. Lançada oficialmente em 18 de junho de 2001, a canção foi composta pela cantora em parceria com o compositor Andinho, trazendo uma sonoridade mesclada entre pop e R&B, diferente do que geralmente era trabalhado no Brasil.

## Composição e desenvolvimento
Composta pela cantora em parceria com o compositor Andinho, a canção explora o tema do sexo casual entre jovens, sendo desaprovado pelos pais que buscam prender os filhos em casa. A canção passou para os estúdios onde foi produzida pelo DJ Cuca e pelo produtor Sérgio Mama, explorando uma sonoridade diferente da normalmente utilizada no Brasil, explorando além do pop convencional, o R&B e elementos de dance-pop, inspirado no estilo de música americana como Jennifer Lopez, além de Britney Spears, sua maior referência. A canção ganhou uma versão em espanhol intitulada "A escondidas" para o álbum Kelly Key en Español, primeiro trabalho latino da cantora.

## Divulgação e desempenho
A canção sofreu algumas represálias antes de entrar nas rádios por ser considerada explicita, não surtindo o efeito esperado de imediato, alcançando apenas a posição de número 60 no Brasil, porém com o lançamento do segundo single, "Baba", que "Escondido" voltou a figurar as paradas brasileiras, tornando-se assim uma das músicas de maior sucesso da cantora. Em pouco tempo a canção passou a ser uma das mais pedidas em rádios de todo país, passando por programas de rádio e televisão como Planeta Xuxa, Domingão do Faustão e Domingo Legal.

## Recepção e crítica
A canção recebeu críticas positivas, comparando Kelly Key à cantoras norte-americanas pelo estilo adotado por suas canções. O Jornal Agora classificou a cantora como "uma Britney Spears brasileira" e completou dizendo que foi a maior produção de Sérgio Mama. A Abril Music classificou a cantora como "a nova sensação pop brasileira" e sites como o UOL Music e o Terra Música consideraram a canção como a libertação do pop brasileiro e Kelly Key como um nome a ser lembrado. Segundo o jornalista Alex Antunes a canção fez Kelly Key ficar conhecida nacionalmente pelo seu modo explicito e desbocado de falar sobre sexo, fazendo a cantora ficar conhecida como o oposto da virginal Sandy.